# シブレット

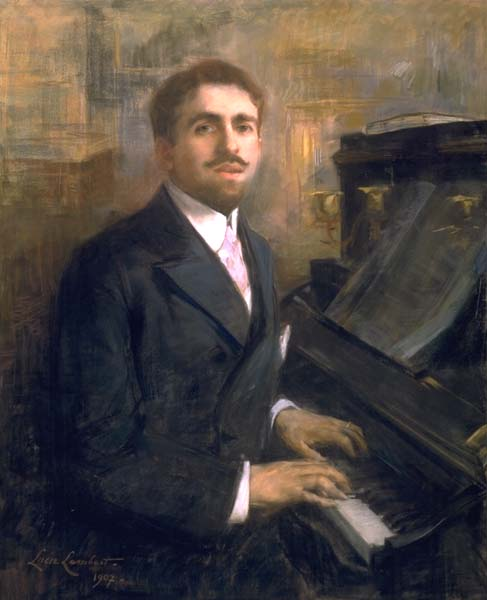
アーン（1907年）

『シブレット』（フランス語: Ciboulette）は、ベネズエラ出身でフランスに帰化したレイナルド・アーンによる全3幕のオペレッタで、1923年4月7日にパリのヴァリエテ座にて初演された。フランス語のリブレットは ロベール・ド・フレールとフランシス・ド・クロワセによって書かれている。軽妙な筆致と手慣れた作曲技法でかなりの人気を得た作品である。

## 概要

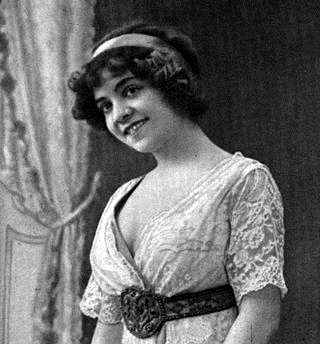
シブレットを創唱したエドメー・ファヴァール

レイナルド・アーンはル・フィガロの編集者になったばかりのロベール・ド・フレールから「レ・アルを舞台とする『アンゴー夫人の娘』のような伝統的なオペレッタを作曲しないか」という打診を受けた。オペレッタという形式はこのジャンルの創始者であるオッフェンバックが亡くなってから既に40年近くが経過しており、1920年代にはアメリカンスタイルのミュージカルの台頭もあって、古い形式となり人気に陰りが現れていた。
アーンは次のように作曲の意図を述べている「残念なことに、アメリカ主義に染まった現代の趣味に対抗するものである。フランスの伝統的なオペレッタを上演し、成功することが重要なのである」。そして、アーンは賭けに勝ったのであった。
ピエール・プチは「アーンの最も上品で洗練された作品であり、正統的なオペレッタの最後期の傑作のひとつとなった」と評価している。
アニェス・テリエは本作について「シャルル・ルコックの『アンゴー夫人の娘』とアンドレ・メサジェの『ミシュ家の娘たち』を強く想起させる作品である」と指摘されている。
永竹由幸は「アーンのオペレッタとしては唯一の成功作でいかにもフランス的な作品である。－中略－フランス以外ではあまり知られていないが、素晴らしい作品である。－中略－明るい中にも哀愁をおびた音楽が、パリの人々の心をとらえたのがよく解る」と評している。
初演には『ジェロルスタン女大公殿下』でデビューし『ヴェロニック』でも確固とした成功を収め、オペレッタのミューズと言われたエドメー・ファヴァールが主役のシブレットを務め、『ヴェロニック』（フロレスタン）、『ペレアスとメリザンド』（ペレアス）、『フォルテュニオ』（ランドリー）を演じたジャン・ペリエがデュパルケを務めた。初演は好意的な批評が大勢を占め成功した。一方で、革新性に欠けるとか洗練され過ぎており、学術的であると言った批評も見られた。初演後はすぐにパリからフランス各地の劇場に広がっていった。パリでは1926年にマリニー劇場、1931年にゲテ・リリック座、1953年にオペラ・コミック座にて再演された。
1933年にはクロード・オータン＝ララ監督によって同名の『シブレット』として映画化された。
日本初演は1982年8月に宝塚歌劇団月組公演（上演タイトル『シブーレット』、ニコラ・バタイユ演出、配役はアントナン：大地真央、シブレット：黒木瞳、デュパルケ：榛名由梨、オリヴィエ・メトラ：剣幸）として宝塚バウホールで上演された後、1997年10月23日にコンセール・Cによって文京シビックホール大ホールにおいてコンサート形式にて、大島義彰の指揮で上演された。

## 音楽とリブレット

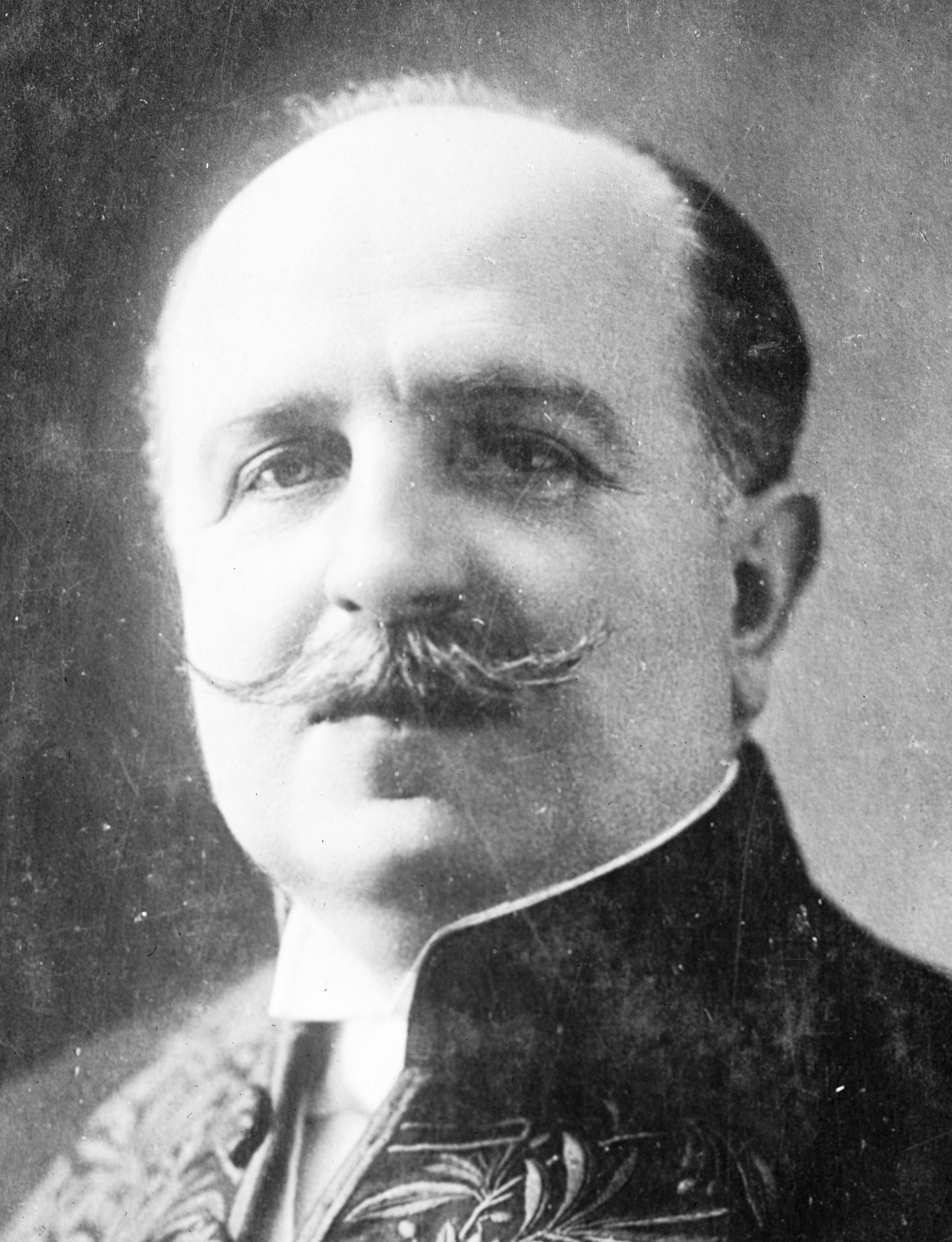
ロベール・ド・フレール

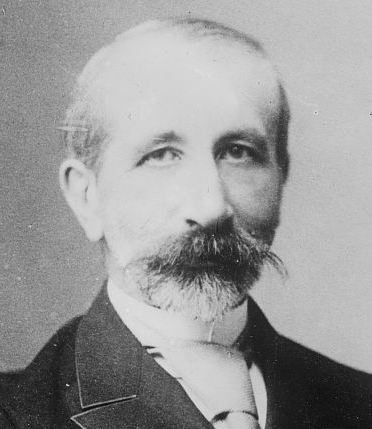
フランシス・ド・クロワセ

レイナルド・アーンはその出生にもかかわらず、最も《フランス的》で最も《パリジャン》な作曲家だろう。アーンは数か国語に通じ、才知に富んだ話し手で社交生活や旅行に多くの時間を費やし、クレオ・ド・メロード、サラ・ベルナール、マルセル・プルーストらのベル・エポックの著名な士の大半と知己の間柄にあった。音楽はテオドール・デュボワに和声を、作曲をジュール・マスネに学んだが、マスネはアーンに深い友情を抱き、生涯庇護し続けることになった。
ジャック・ルシューズは本作の音楽的特徴について「オッフェンバック、シャルル・ルコック、アンドレ・メサジェを高く称賛していたアーンは『シブレット』の中に彼らの特徴を少しずつ織り込んだ。陽気なアンサンブル、魅力的な歌、さわやかさ、何とも言えず心地よい趣味などはいつまでも人々の心に残っている。〈私たちは素敵な旅をした〉（Nous avons fait un beau voyage）は誰でも知っている素敵な歌だ」と解説している。
「レイナルド・アーンはまず何より美しい旋律の曲を作る作曲家であり、人間の声を様々な楽器の中でも一番優れていたものと考えていた。彼はテキストを最高度に尊重しながら音楽をつけ、テキストにより一層の価値を与えようとしていた。彼の芸術についての理念は、詩と音楽芸術の親密な統一であった」。本作もアーンの最も著名な作品であり、彼の音楽の最良のものを見出すことができる。
永竹由幸はリブレットについて「デュパルケが『ラ・ボエーム』のミミに死なれたロドルフォの年老いた姿だったりして、各所にオペラ・ファンをくすぐるジョークが入っている」と評している。

## 上演時間
第1幕: 約60分、第2幕: 約20分、第3幕: 約40分

## 登場人物
| 人物名                                                                            | 声域         | 原語名                     | 役                           | 1923年4月7日初演時のキャスト 指揮者： ポール・ルトンブ |
| --------------------------------------------------------------------------------- | ------------ | -------------------------- | ---------------------------- | ------------------------------------------------------ |
| シブレット                                                                        | ソプラノ     | Ciboulette                 | 田舎娘                       | エドメー・ファヴァール                                 |
| アントナン                                                                        | テノール     | Antonin                    | 若い貴族                     | アンリ・ドゥフレン                                     |
| デュパルケ                                                                        | バリトン     | Duparquet                  | 中央市場の総監督             | ジャン・ペリエ                                         |
| ゼノビー                                                                          | ソプラノ     | Zénobie                    | アントナンの以前の恋人       | マリエット・シュリー                                   |
| ロジェ                                                                            | バリトン     | Roger                      | 士官                         | ジャン・カラン                                         |
| オリヴィエ・メトラ                                                                | バリトン     | Olivier Métra              | 著名な劇場支配人             | ルネ・コヴァル                                         |
| マダム・パングレ                                                                  | アルト       | Madame Pingret             | 占いのできる魚屋             | マドレーヌ・ギッティ                                   |
| グルニュ                                                                          | バリトン     | le père Grenu              | シブレットの叔父で、育ての親 | ポール・ポレイ                                         |
| グルニュ夫人                                                                      | メゾソプラノ | la mère Grenu              | グルニュの妻                 | ジャンヌ・ルリー                                       |
| カスティリオーヌ伯爵夫人                                                          | ソプラノ     | la comtesse de Castiglione | －                           | リュス・ファビオール                                   |
| プレスレス侯爵夫人                                                                | ソプラノ     | Marquise de Presles        | －                           | －                                                     |
| 合唱：役人、女たち、市場労働者、農民、8人の婚約者、オリヴィエ・メトラの招待客など |              |                            |                              |                                                        |

## あらすじ
物語の舞台　：　1867年頃、パリとその近郊

### 第1幕

#### 第1場
レ・アル（中央市場）付近のナイトクラブ
明け方近く、6人の軽騎兵がそれぞれの女と飲んでいる。しかし、どういう訳か、隊長ロジェにだけは、いつもの彼女の姿が見えない。部下たちがどうしたのかと聞くと、彼女は月水金は子爵のアントナンと過ごすことになっていると答える。嫉妬は感じないかと聞くと、200フラン手に入るので、その魅力には変えられないと平然と言う。そこに、ナイトクラブの支配人がやって来て、間もなく5時になるので、ある重要な顧客は来店するので、皆様にはどうか各々の個室にお戻りくださいと言う。皆が「アレヴィか、それともオッフェンバックか」と聞くが支配人はそれらを否定して、皆を個室に追い返してしまう。そこに、アントナンとゼノビーが現れる。一晩中彼女に付き合って踊り、飲み明かしてきたアントナンは28歳の若さとはいえ、さすがに疲労困憊の様子、一方、彼女の方はまだまだ元気一杯の状態、彼女はここに自分の本名の恋人がいる気配を嗅ぎつけ、アントナンにコートをどこかに置き忘れてしまったようだから、探してきて欲しいと頼み、場から去らせる。アントナンは面倒がりながらも渋々引き受けて立ち去る。彼女が支配人を呼びつけると、支配人はロジェに彼女が到着したことを伝えに行く。そこに、中央市場の総監督デュパルケがやって来る。〈アリア〉「多くの人にとって青春が花の季節でなく」（Bien des jeunes gens ont vingt ans）と歌い、私が若かった頃の恋にはもっと夢があって、しっとりとしていた。最近の若者の恋には夢がないと嘆く。ゼノビーが戻ってくると、ロジェも姿を現し、二人は再会を喜び、熱烈な愛の〈二重唱〉「ここ一カ月」（Depuis un mois）を歌う。デュパルケはそれを聞いて、自分の若かった頃に想いを馳せる。すると、支配人が慌ててやって来て、子爵の到着を告げる。ゼノビーは支配人に子爵を追い払うから別室で待っていてと言う。彼女は戻って来たアントナンに愛想を尽かして立ち去る。アントナンが啞然としていると、デュパルケが君の彼女は今別室で軽騎兵の士官と抱き合っているよと言うが、女に裏切られて初めて女というものを知るものだと慰める。夜が明けてくると、士官たちは女たちと帰宅するために出てくる。そこにはロジェもゼノビーもいる。アントナンはおもむろにロジェの前に行き、自分の負けは認める、彼女は熨斗を付けて差し上げるが、彼女の買い物の未払い金の勘定書も一緒だと言って渡す。デュパルケはそれで良いと言い、君は女は失ったが、友人を見出したのだよと言う。そして、皆は夜明けの町に散会して行く。

#### 第2場
パリの中央市場、レ・アル

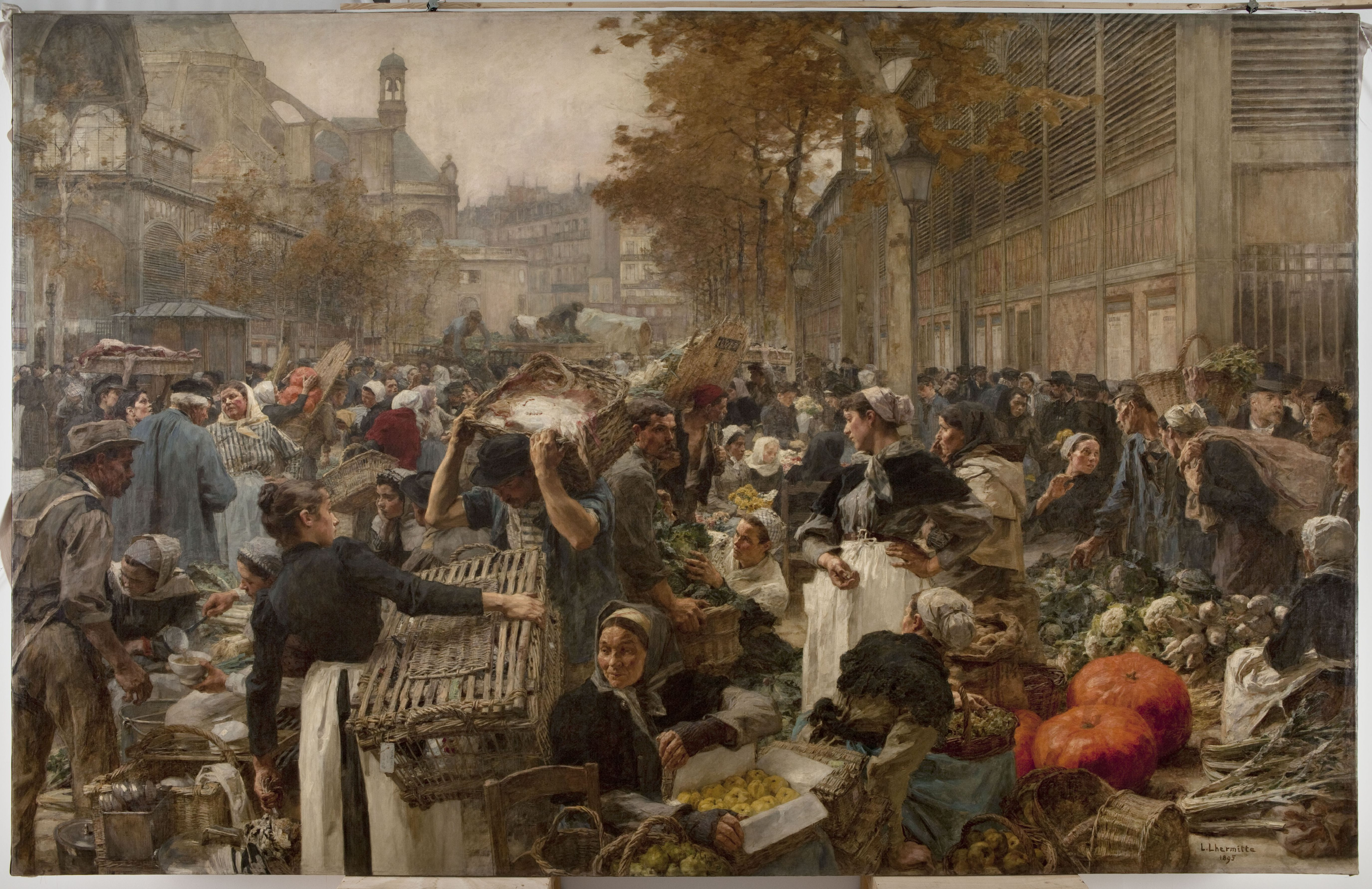
レオン・レルミットによるパリ中央市場(1895年)

ナイトクラブが店を閉めるころになると、市場が動き始める。種々の地方から野菜が入荷し始める。仲買人のグリザールはシブレットの商品をすべて買い取る約束になっていたのに、約束の5時になっても現れないので、グリザールは怒って立ち去ってしまう。入れ違いにシブレットが少し遅れて、楽しそうな様子でやって来る。「不意に春が私を捉えたの」（C'est le printemps qui m'a surprise）と歌う。すると、フランソワーズがあなたは本当はマリー・ジャンヌなのに何故シブレットと呼ばれているのと問う。すると、シブレットは「ジュリーって、呼ばれるのが好きな女性もいるでしょ」（Y a des femm's qui font la folie De s'appeler Julie.）と歌い出す。快く軽やかな響きが好きなので、シブレットと呼んでもらっているのと言う。シブレットは買い手のグリザールを探すが、見当たらないのでパン屋のパングレおばさんに呑気にも手相を診てもらう。シブレットの悩みは21歳になったら結婚するつもりなので、結婚相手を探していたらとうとう8人もの男性と婚約してしまったのだが、そのいずれにも本当の愛情を感じられないことだった。彼女はどうしたものかしらとパングレに手を見せる。パングレは貴女の本当の恋人はキャベツの中から出て来て、その恋人を奪おうとする女を貴女が一瞬の内に青ざめさせて追い払うのだが、残念ながら恋人はタンバリンの中で不幸にも命を落とすと言う内容の手紙が貴女に手渡されたまさにその時にこそ、幸せになれると予言する。何とも現実性のない意味不明な占いに当惑するが、シブレットはやむなく占いの代金を支払う。
そこへ、買い手のグリザールが現れるが、シブレットが遅れてきたから、他の業者から野菜を買ってしまったから今日はもういらないよと伝える。シブレットはこの野菜の仕入れに500フランも掛ったのにと涙を浮かべる。そこにいた市場監督のデュパルケはこの場合、シブレットが遅れてきたのだからしようがないなと言う。とはいうものの、デュパルケは若く美しいシブレットへの同情を禁じ得ず、自分も10スー出すから、残りを出してやれと一緒にやってきた友人のアントナンに言う。アントナンはそのくらいならお安い御用と引き受ける。しかしシブレットは自分は堅気の女なので、そんなことをしてもらっても困ると辞退する。すると、デュパルケが一人の男からではなく、自分と友人の複数からの援助なので、余計な心配をせず、素直に我々の厚意を受ければ良いのではありませんかと言うので、シブレットはそうすることにする。
新しい商品の入荷の知らせが入るので、皆はそちらに向かう。独り残ったアントナンにシブレットはそれにしてもこんな時間に何故あなたのような人が市場に来ているのと問う。アントナンは自分は知らぬ間に妻を寝取られた夫なんだよと嘆くと、シブレットは思わず笑ってしまう。シブレットは貴方は寝取られた事実を知っているわけだし、寝取られたのは妻じゃなくて、恋人と言うことなので、今は自由の身になったと考えれば良いのではないかと慰める。アントナンは〈アリア〉「子供の頃は両親が」（Les parents, quand on est bébé）を歌い、自分は生まれてこのかた自由の身になどなったことがないと言う。彼は学校では先生が、学校を出ると今度は恋人が自分を支配していた、これからは全てに復讐する人生を送ろうと言う。これを受けて、シブレットは兄妹のように愛するって〈二重唱〉「とても素敵な人生じゃないかしら」（Comm' la vie vous semble avoir d' la douceur）と甘い旋律にのせて歌う。そして、シブレットは市場退出の署名をしに行く。アントナンは疲労困憊して、彼女の荷車の上で寝てしまう。市場には人々が集まり、夜明けまで遊んだ道楽息子たちと遊び女たちが通りかかり、朝から働く仲買人たちとの好対照を見せる。谷間の百合が入荷すると、シブレットはその美しさを讃える。ひとしきりの騒ぎが収まると、シブレットはアントナンが荷車で寝ているとも知らずに、荷車を曳いて帰途に就く。

### 第2幕
オーベルヴィリエの農園

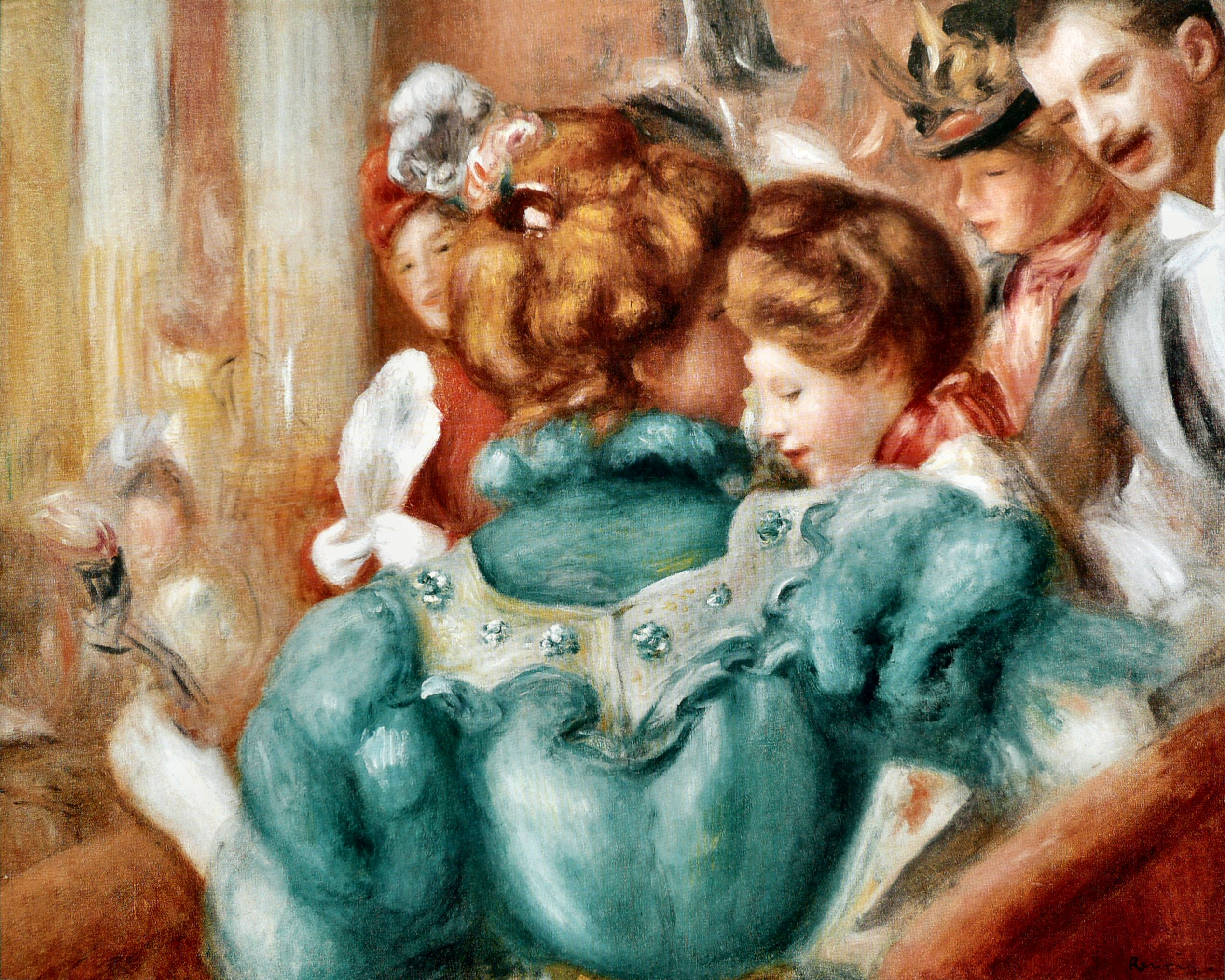
オーギュスト・ルノワールによるヴァリエテ座のロッジ席

爽やかな朝、農夫たちが「それは田園の穏やかな静けさ」（C'est le doux silence des champs）と合唱している。グルニュは今夜から新しい執事としてニコラ・シャンソンという男が来ると妻に伝える。そして、姪のシブレットはもう年頃の娘になったが恋人の一人もいないのかと訊く。妻は婚約者なら8人もいると答えると、それは大変だと驚く。すると、デュパルケがシブレットと一緒に帰ってくる。二人は美しい春の野原で花を摘みながら来たので、遅くなったと言い、〈二重唱〉「私たちは素敵な旅をした」（Nous avons fait un beau voyage）を歌う。グルニュはシブレットに8人も婚約者がいるなんて、とんでもないことだと言い、1時間以内に誰か一人に決めなさいと言って、妻と共に立ち去る。シブレットはデュパルケに誰にも特別な気持ちがないのと相談する。その時、荷車が動き、キャベツの間からアントナンが起きてくる。二人はびっくりするが、アントナンに仮の婚約者になってくれと頼む。状況がさっぱり把握できていないアントナンは「ここは何処だ」と尋ねる。シブレットは〈アリア〉「ここには木もある、家もある」（Y a des arbres, des maisons）を歌い、ここは都会でも田舎でもなく、パリの郊外だと言う。すると、新しい執事の着任は2週間遅れると言う手紙が届く。デュパルケはこれは丁度良い、ニコラ・シャンソンに成りすますようアントナンに言う。アントナンが着替えに行くと、シブレットは占いの最初の部分は当たっていると喜ぶ。入れ替わりにグルニュ叔父さんがやってくると、そこには8人の婚約者も姿を現れ、早く誰か一人に決めてくれと言う。グルニュもシブレットに早く決めるよう催促する。すると、シブレットは着替えてきたアントナンを指差し、新しい執事のシャンソンさんに決めましたと言う。二人は皆の前で接吻をして見せると、8人の婚約者たちはがっかりして帰って行く。グルニュも二人の結婚を認めて家に帰る。アントナンは自分は皆の前では君にキスする権利があるけど、二人きりではその権利はないと嘆く。シブレットは貴方が本当の執事だったら良かったのにと歌う。グルニュは戻って来て「さあ、仕事を始めてくれ」と言う。

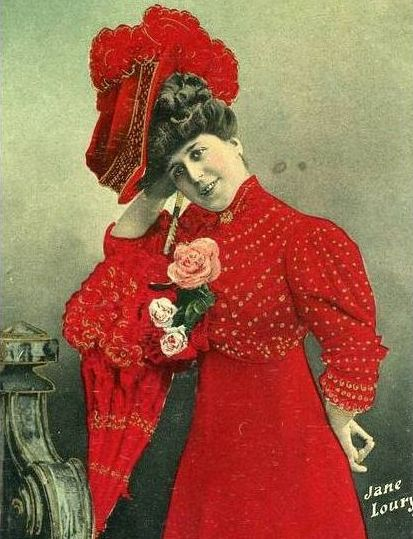
初演でグルニュ夫人を演じたジャンヌ・ルリー

その時、軍隊ラッパが鳴る。シブレットは軍隊と一緒にゼノビーもやってくるに違いないと思い、アントナンをゼノビーに会わせないように、彼にワイン蔵に酒を取りに行かせる。まもなく、ロジェに率いられた騎兵隊の一隊がやってくる。騎兵隊には当然のことながら、ゼノビーと例の尻軽女たちもついて来る。ロジェはゼノビーに連隊の歌を歌ってくれと頼む。彼女は歌ったことないんだけど言いつつ歌い始める。すると、高笑いが聞こえ、シブレットがやって来て連隊の歌はこうやって歌うのよ、と言って「月は屋根に腰かけて」（Y a d' la lune au bord du toit qu'est ronde）と歌い出す。騎兵たちは拍手喝采するが、ゼノビーは不機嫌な面持ちで「なにさ、田舎娘」と言う。シブレットは怒って、桶一杯の小麦粉をゼノビーの顔に投げつける。ゼノビーは青くなって逃げて行く。シブレットはこれで占いの第二の部分も条件を満たしたわと満足する。アントナンが戻ってくると、自分がいない間に折角ゼノビーが来たのにシブレットが追い返したと聞いて怒り出す。アントナンはゼノビーが自分を愛しているからこそ、ここまで会いに来てくれた確信しており、シブレットを罵って出て行ってしまう。
シブレットは泣き悲しみ、その思いを居合わせたデュパルケに訴える。デュパルケは自分も若い頃には激しい恋をしたことがあったと静かに話し始め、純情な彼と浮気な娘の恋を語る。なんと、彼こそが昔ミミと恋をした詩人ロドルフォだったのだ。彼は追想に耽りながら「彼女の思い出はこれだけです」（C'est tout ce qui me reste d'elle）と歌う。デュパルケはシブレットにどうしてもアントナンの愛を得たいのなら、パリに出て、スターにならなければ無理だが、君が本気になればなれると励ます。シブレットは必ずやって見せると決意し、家に入る。すると、グルニュが出て来て、訪問してきた市長を出迎え、花嫁はすぐに来ますと顔をほころばせる。ところが、着替えて出てきたシブレットは夫は逃げました、私はパリへ出て女優になりますと言う。皆は驚く。デュパルケは彼女の芸名はコンチータ・シブレーロ、13歳でカラタラーヴァ侯爵を誘惑したスペインの名花と紹介して調子の良いボレロを歌い、皆が呆気に取られている内に二人はパリへ出発するのだった。

### 第3幕
オリヴィエ・メトラの邸宅の広間

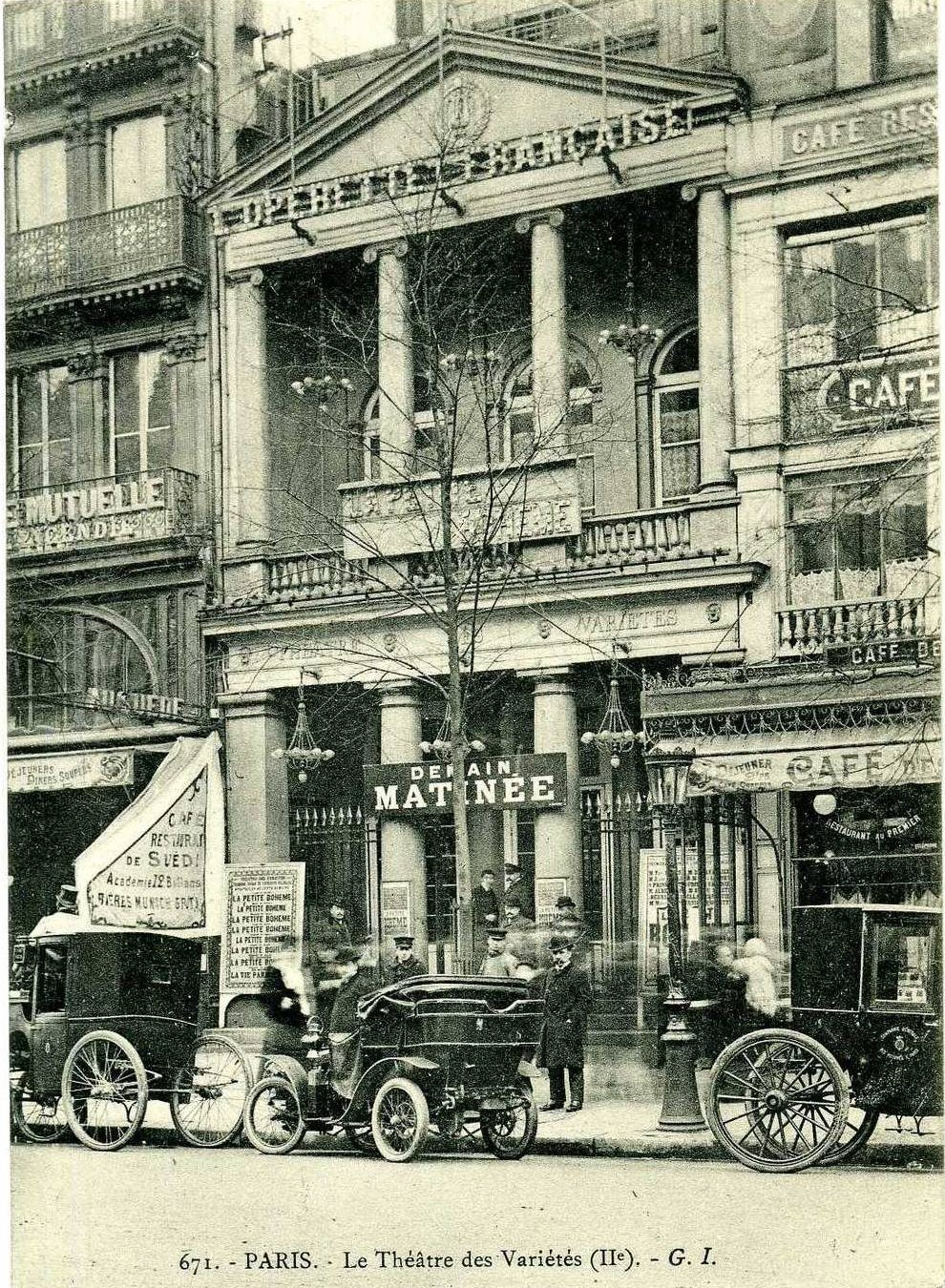
1900年頃のヴァリエテ座

メトラの邸宅では晩餐会が開かれており、ワルツが演奏されている。メトラは今晩カスティーリャから来た新しいスターをお披露目しましょうと言って、舞踏会の会場へ皆を案内する。デュパルケはアントナンを連れて来る。アントナンはゼノビーと別れて、自由の身になり、本当はシブレットのことを愛していることに気づいたのであった。しかし、デュパルケはアントナンにシブレットは行方不明になってしまったと伝えた。アントナンは絶望のあまり、明日自殺するので、遺書を書いておく、いつの日にかシブレットが見つかったら、それを渡してほしいと言う。ついては貴方は詩人なのだから、手紙に書くべき優れた文言を教えて欲しいと頼む。デュパルケはアントナンに遺書の文章を口述してやり、〈アリア〉「愛する人よ、許しておくれ」（Mon amour, daigne me permettre）を歌う。デュパルケはアントナンの綴りの間違いを指摘しつつ、手紙を書き上げさせる。デュパルケは従者にその手紙を次に歌う歌手に渡すよう言いつける。パングレが今晩デビューする歌手の母親だと名乗って登場する。シブレットも登場しパングレにスペイン人らしくしてよと言う。メトラも現れて「さあ、これかからが本番です」と言う。デュパルケはシブレットをスペインの名花コンチータ・シブレーロと紹介すると、彼女は歌い出す〈アリア〉「愛は死ぬもの」（Amour qui meurs!）。その歌を聴いたアントナンは夢中になり、彼女を愛していると告白する。彼女はアントナンにペンと紙を渡し、「シブレット、君のことはもう愛していない」と書きなさいと言う。アントナンがそんなことはできないと言うので、彼女は彼に抱き着き、コンチータとシブレットは同一人物なのよと言う。アントナンはシブレットに許しを請い、君こそ我が妻と言い、求婚する。すると、パングレが割って入り、まだ3つ目の条件が満たされていないから、断りなさいと言う。その時、メトラがタンバリンの中に貴女への手紙が入っていますと言う。アントナンはそれは自分の遺書だと言う。パングレはこれでようやく3つ目の条件が満たされたと喜ぶ。アントナンとシブレットは皆の祝福を受けて、結婚しめでたく幕となる。

## 主な録音
| 年      | 配役 シブレット アントナン デュパルケ ゼノビー ロジェ                                                  | 指揮者 管弦楽団 合唱団                                                                             | レーベル                                                                       |
| ------- | --- | -------------------------------------------------------------------------------------------------- | ------------------------------------------------------------------------------ |
| 1958    | ジェオリー・ブエ ロジェ・ブルダン マドレーヌ・ドルオー ミシェル・アメル カミーユ・モラーヌ             | ジュール・グレシエ フランス放送リリック管弦楽団 フランス放送リリック合唱団                         | CD:Cantus Line ASIN: B00E0L9EW0                                                |
| 1981-82 | マディ・メスプレ ニコライ・ゲッダ ジョゼ・ヴァン・ダム コレット・アリオー＝リュガ フランソワ・ル・ルー | シリル・ディードリシュ モンテカルロ・フィルハーモニー管弦楽団 ジャン・ラフォルジュ声楽アンサンブル | CD:EMI ASIN: B00004UTJY                                                        |
| 2013    | ジュリー・フュクス ジュリアン・ベール ジャン＝フランソワ・ラポワント エヴァ・ガニザト ロナン・ドゥボワ | ロランス・エキルベイ トゥーロン歌劇場交響楽団 アクサンチュス（合唱団）                             | DVD:Fraprod ASIN: B00NC53MKU 演出: ミシェル・フォ （カスティリョーヌ伯爵夫人） |